# نبيل بن طالب
نبيل بن طالب (بالفرنسية: Nabil Bentaleb)، (مواليد 24 نوفمبر 1994)، هو لاعب كرة قدم جزائري يلعب كلاعب وسط في نادي أنجيه الفرنسي.

## روابط خارجية
- نبيل بن طالب على موقع الاتحاد الدولي (مؤرشف)  (الإنجليزية)
- نبيل بن طالب على موقع الاتحاد الأوربي (الإنجليزية)
- نبيل بن طالب على موقع قاعدة بيانات كرة القدم.إي يو (الإنجليزية)
- نبيل بن طالب على موقع بيانات كرة القدم. دي إي (الألمانية)
- نبيل بن طالب على موقع ليكيب (الفرنسية)
- نبيل بن طالب على موقع ناشيونال فوتبول تيمز (الإنجليزية)
- نبيل بن طالب على موقع Soccerbase.com (لاعب) (الإنجليزية)
- نبيل بن طالب على موقع Soccerway.com (الإنجليزية)
- نبيل بن طالب على موقع عالم كرة القدم.نت (الإنجليزية)
- نبيل بن طالب على موقع كووورة